# Caldereros de San Sebastián
La fiesta de caldereros en San Sebastián (España) se desarrolla el primer sábado de febrero y es una de las más antiguas de la ciudad. Innumerables comparsas recorren las calles de la ciudad, elevando un clamor de sartenes y martillos mientras cientos de voces entonan las melodías de Raimundo Sarriegui y letra de Adolfo Comba.

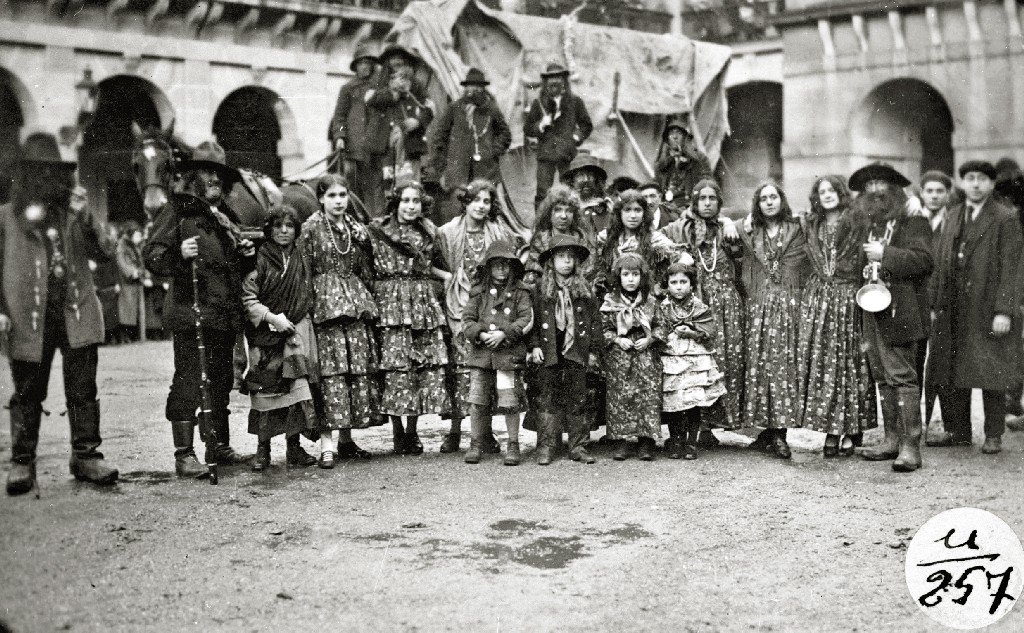
Caldereros de San Sebastián en 1923

Conmemora el paso por la ciudad de tribus nómadas zíngaras que desarrollaban actividades de calderería desde tiempos remotos.
La primera referencia a ésta fiesta data del carnaval de  1828 representada por una comparsa de caldereros turcos. No sería hasta 1884 cuando nacería la comparsa de caldereros de la Hungría  entonando  a viva voz las canciones compuestas para esta festividad por  el maestro Sarriegui, mientras acompañaban las melodías a golpe de martillos y sartenes.

## Historia
Su origen está en el hecho de que la ciudad fue lugar de paso y parada de tribus nómadas, artesanos trashumantes, que realizaban diferentes trabajos de reparación de utensilios y cacerolas de metal, desde antes del siglo XIX. 
La comparsa como tal nació en 1884 creada por las sociedades Unión Artesana y La Fraternal. Existió  un precedente de caldereros turcos en los carnavales del año 1828.
Tras diversos cambios de fechas y parones temporales, en 1923 la sociedad Euskal Billera organizó una comparsa y en 1924  la sociedad Gaztelupe  recuperó la fiesta.
Sin embargo a partir de 1932 hubo un nuevo parón retomando la fiesta a partir  de mediados de la década de los años cuarenta.
A pesar de algunos años sin su celebración, el desarrollo de la fiesta fue en aumento hasta su consolidación a partir de 1971 impulsada por las sociedades de San Sebastián.
Iñaki Ibero fue “Jefe de Tribu” desde 1972 hasta 1997, el tiempo más largo desde la creación de la Comparsa en 1884.